# Гопцевич, Спиридон
Спиридон Гопцевич (серб. Спиридон Гопчевић; 9 июля 1855 — 1936) — сербско-австрийский астроном, историк и журналист, был известен также под псевдонимом Лео Бреннер.

## Биография
Спиридон Гопцевич родился 9 июля 1855 года в столице Австрийского Приморья городе Триесте; происходил из знатной черногорской фамилии.
Его отец Спиридон Гопцевич (1809—1861), был одним из крупнейших судовладельцев региона. Во время голода в Каттаро он послал туда безвозмездно целую флотилию с хлебом; давал ежегодно 50 000 фл. для герцеговинских школ, подарил сербам во время их борьбы с мадьярами артиллерию и снабжал большими суммами черногорского владыку Петра II. В 1851 году он отклонил предложенное ему партией Мантиновича княжеское достоинство в Черногории. Когда вспыхнула Крымская война, он предлагал черногорскому князю Даниилу 3 миллиона гульденов для возобновления военных действий против турок, но вмешательство Австрии помешало этому. Крымская война совершенно разорила его, и он покончил жизнь самоубийством.
После смерти отца мальчик был отправлен учиться в Вену, а когда умерла и мать, избрал своей основной профессией журналистику. Участвовал в восстании герцеговинцев 1875 году, принимал участие в египетских делах, в 1885 году активно участвовал в политических событиях Болгарии и Сербии.
Издавал в Вене «Welt» и «Tagespost», написал «Montenegro und die Montenegriner», и «Der turko-montenegrinische Krieg 1876—78», в которых резко нападал на черногорского князя, своего дальнего родственника; затем «Oberalbanien u. seine Liga» (1881); «Bulgarien u. Ostrumelien», в которых так же резко критикует порядки описываемых стран; «Studien über aussereuropäische Kriege jüngster Zeit» (1887); «Die Ereignisse in Aegypten» (1882) и множество других статей по политическим и военным вопросам. 

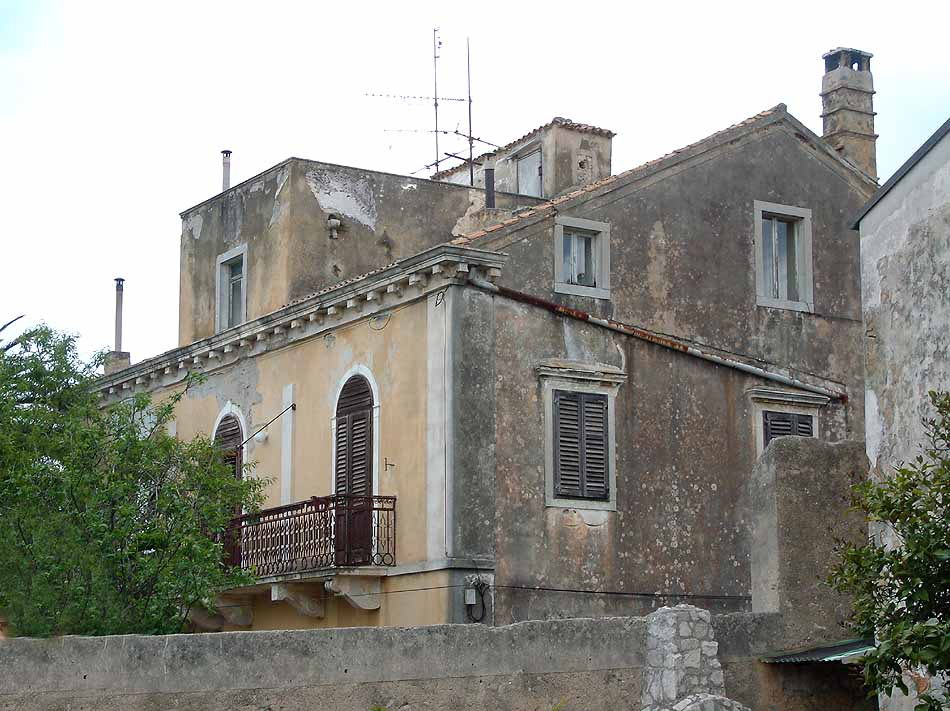
Обсерватория Манора

В 1893 году из-за ряда статей, направленных против австро-венгерского правительства, Спиридон Гопцевич провёл некоторое время в тюрьме, после чего решил сделать паузу в своей журналистской карьере и посвятить себя астрономии. На острове Лошинь он обустроил обсерваторию, которую назвал Манора в честь жены — знатной австрийской дворянки.
С 1899 по 1908 год он издавал научно-популярный астрономический журнал «Astronomische Rundschau».
Провел несколько лет в Америке, прежде чем вернуться в Европу, чтобы редактировать берлинский военный журнал во время Первой мировой войны.
Точные обстоятельства последних лет жизни и смерти Гопцевича доподлинно неизвестны; ряд источников указывает на то, что он умер в столице Германии в 1936 году.
В 1993 году на острове Лошинь была построена новая обсерватория, которую назвали «Лео Бреннер», в честь основателя Маноры. Имя ученого носит также один из лунных кратеров.